# Sân bay Bruxelles

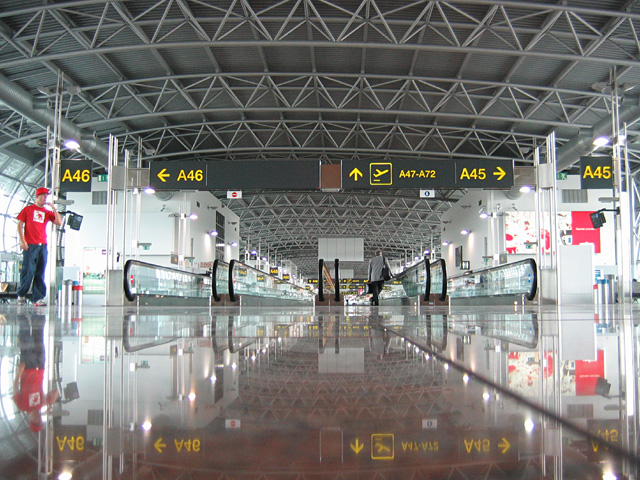
The terminal

Sân bay Brussels (IATA: BRU, ICAO: EBBR) (tên tiếng Hà Lan: Luchthaven Zaventem tên tiếng Pháp: Aéroport de Zaventem), hay Sân bay Zaventem hoặc Sân bay quốc tế Brussels (Zaventem), tên cũ là "Brussel Nationaal/Bruxelles-National" (Brussels National). Sân bay này nằm ở Zaventem, gần Brussels, Bỉ. Đây là trung tâm của hãng Brussels Airlines, European Air Transport, Jet Airways, Singapore Airlines Cargo, Eva Air Cargo và Saudi Arabian Cargo. Đây cũng là trung tâm của công ty tư nhan Abelag Aviation
Sân bay này có 260 công ty hoạt động, sử dụng 20.000 lao động.
Năm 2005, sân bay này được bầu là sân bay tốt nhất châu Âu do ACI/IATA thăm dò trên 100.000 hành khách trên khắp thế giới.
Sân bay ban đầu bắt đầu vào năm 1940, khi Đức Quốc xã chiếm đóng đã tuyên bố sử dụng 600 ha đất nông nghiệp phía đông Brussels, gần "Steenokkerzeel". Người Đức đã xây 3 đường băng xếp hình tam giác.
Năm 2007, sân bay này đã phục vụ 17,8 triệu lượt khách, tăng 7% so với năm 2006. Lượng hàng thông qua là 780.000 tấn, tăng 8,9% so với năm 2006.
Năm 2015, sân bay này phục vụ 23 triệu lượt khách, đứng thứ 21 trong danh sách các sân bay đông khách nhất châu Âu.
Nhà ga sân bay này là một trong những mục tiêu bị tấn công khủng bố trong đợt các vụ đánh bom Bruxelles 2016.

## Các hãng hàng không và các tuyến điểm

### Hành khách
| Hãng hàng không                                                   | Các điểm đến | Pier |
| ----------------------------------------------------------------- | --- | ---- |
| Adria Airways                                                     | Ljubljana | A    |
| Adria Airways                                                     | Tirana | B    |
| Aegean Airlines                                                   | Athens Theo mùa: Corfu, Heraklion, Rhodes, Thessaloniki | A    |
| Aer Lingus                                                        | Dublin | B    |
| Aeroflot                                                          | Moscow-Sheremetyevo | B    |
| Air Algérie                                                       | Algiers Theo mùa: Oran | B    |
| Air Arabia Maroc                                                  | Casablanca, Nador, Tangier | B    |
| airBaltic                                                         | Riga, Vilnius | A    |
| Air Canada                                                        | Montréal-Trudeau | B    |
| Air Europa                                                        | Madrid | A    |
| Air France vận hành bởi HOP!                                      | Bordeaux, Lyon, Nantes | A    |
| Air Malta                                                         | Malta | A    |
| Air Serbia                                                        | Belgrade | B    |
| Air Transat                                                       | Theo mùa: Montréal-Trudeau | B    |
| Alitalia                                                          | Milan-Linate, Rome-Fiumicino | A    |
| Alitalia vận hành bởi Alitalia CityLiner                          | Milan-Linate | A    |
| All Nippon Airways                                                | Tokyo-Narita | B    |
| American Airlines                                                 | Philadelphia | B    |
| Austrian Airlines                                                 | Vienna | A    |
| Blue Air                                                          | Bacău, Bucharest, Iași (bắt đầu tư 30/3/ 2016) | B    |
| BMI Regional                                                      | East Midlands, Newcastle upon Tyne | B    |
| British Airways                                                   | London-Heathrow | B    |
| British Airways vận hành bởi SUN-AIR                              | Billund | A    |
| Brussels Airlines                                                 | Alicante, Athens, Barcelona, Basel/Mulhouse, Berlin-Tegel, Bilbao, Bologna, Budapest, Copenhagen, Faro, Geneva, Sân bay Gothenburg-Landvetter, Gran Canaria, Hamburg, Kraków, Lisbon, Lyon, Madrid, Málaga, Marseille, Milan-Linate, Milan-Malpensa, Nice, Oslo-Gardermoen, Sân bay Paris-Charles de Gaulle, Prague, Rome-Fiumicino, Stockholm-Bromma, Strasbourg, Tenerife-South, Toulouse, Turin, Venice-Marco Polo, Vienna, Vilnius, Warsaw-Chopin Theo mùa: Ajaccio, Bastia, Bordeaux, Calvi, Catania, Figari, Florence, Heraklion (bắt đầu từ 2/4/2016), Ibiza, Jerez de la Frontera (bắt đầu tư 4/5/ 2016), Lourdes, Malta, Naples, Olbia, Palermo, Porto, Seville, Thessaloniki (bắt đầu tư ngày 1 tháng 5 năm 2016) | A    |
| Brussels Airlines                                                 | Agadir, Birmingham, Belfast-City (bắt đầu tư ngày 27 tháng 3 năm 2016), Edinburgh, London-Heathrow, Manchester, Marrakech, Moscow-Domodedovo, Saint Petersburg, Tel Aviv-Ben Gurion, Zagreb Theo mùa: Dubrovnik | B    |
| Brussels Airlines                                                 | Abidjan, Accra, Banjul, Bujumbura, Conakry, Cotonou, Dakar, Douala, Entebbe, Freetown, Kigali, Kinshasa-N'djili, Lomé, New York-JFK, Luanda, Monrovia, Ouagadougou, Toronto-Pearson (bắt đầu tư 27/3/2016), Yaoundé Theo mùa: Washington-Dulles | T    |
| Brussels Airlines vận hành bởi ASL Airlines France                | Sân bay Paris-Charles de Gaulle | A    |
| Brussels Airlines vận hành bởi BMI Regional                       | Bremen, Nantes (bắt đầu tư 14/6/2016), Nuremberg, Strasbourg | A    |
| Brussels Airlines vận hành bởi BMI Regional                       | Bristol | B    |
| Brussels Airlines vận hành bởi Flybe                              | Billund, Hamburg, Hannover, Turin | A    |
| Brussels Airlines vận hành bởi Flybe                              | Birmingham | B    |
| Bulgaria Air                                                      | Sofia | B    |
| Corendon Airlines                                                 | Antalya, Bodrum, Dalaman | B    |
| Croatia Airlines                                                  | Zagreb | B    |
| Croatia Airlines vận hành bởi Trade Air                           | Zagreb (bắt đầu tư 20/5/2016) | B    |
| Czech Airlines                                                    | Prague | A    |
| Delta Air Lines                                                   | Atlanta, New York-JFK | B    |
| easyJet                                                           | Berlin-Schönefeld, Bordeaux, Milan-Malpensa, Naples, Nice, Toulouse (ngừng 25/3/2016) | A    |
| easyJet Switzerland                                               | Basel/Mulhouse, Geneva | A    |
| EgyptAir                                                          | Cairo | B    |
| El Al                                                             | Tel Aviv-Ben Gurion | B    |
| Emirates                                                          | Dubai-International | B    |
| Ethiopian Airlines                                                | Addis Ababa1 | B    |
| Etihad Airways                                                    | Abu Dhabi | B    |
| Finnair                                                           | Helsinki | A    |
| Finnair vận hành bởi Nordic Regional Airlines                     | Helsinki | A    |
| Freebird Airlines                                                 | Theo mùa bay thuê chuyến: Antalya, Bodrum | B    |
| Germanwings                                                       | Stuttgart | A    |
| Hainan Airlines                                                   | Bắc Kinh-Thủ đô | B    |
| Iberia                                                            | Madrid | A    |
| Iberia vận hành bởi Air Nostrum                                   | Theo mùa: Vigo (bắt đầu tư 7 Tháng 7 năm 2016) | A    |
| Icelandair                                                        | Reykjavík-Keflavík | A    |
| Jet Airways                                                       | Delhi (ngừng từ 26/3/2016), Mumbai (ngừng 26/3/2016), Newark (ngừng từ 25/3/2016), Toronto-Pearson (ngừng từ 26/3/2016) | B    |
| Jetairfly                                                         | Alicante, Almería, Fuerteventura, Funchal, Gran Canaria, Lanzarote, Málaga, La Palma, Tenerife-South Theo mùa: Ajaccio, Athens, Bastia, Brindisi, Burgas, Catania, Chania, Corfu, Faro, Girona, Heraklion, Ibiza, Jerez de la Frontera, Kos, Lamezia Terme, Lourdes, Menorca, Mykonos, Naples, Olbia, Palermo, Palma de Mallorca, Ponta Delgada, Reus, Rhodes, Samos, Santorini, Thessaloniki, Varna, Zakynthos | A    |
| Jetairfly                                                         | Agadir, Antalya, Aqaba (ngưng), Boa Vista, Cancún, Djerba (ngưng), Enfidha (ngưng), Hurghada, Marrakech, Marsa Alam (ngừng), Miami, Montego Bay, Pristina, Punta Cana, Rabat, Sal, Santo Domingo, Sharm el-Sheikh (suspended), Tel Aviv-Ben Gurion, Tirana, Varadero Theo mùa: Bodrum, Dalaman, Dubrovnik, Izmir, Ohrid, Orlando-Sanford, Paphos, Skopje, Zanzibar | B    |
| KLM                                                               | Amsterdam (bắt đầu tư 27/3/2016) | A    |
| KLM vận hành bởi KLM Cityhopper                                   | Amsterdam | A    |
| LOT Polish Airlines                                               | Warsaw-Chopin | A    |
| Lufthansa                                                         | Frankfurt, Munich | A    |
| Lufthansa Regional vận hành bởi Lufthansa CityLine                | Frankfurt, Munich | A    |
| Middle East Airlines                                              | Beirut | B    |
| Nordic Aviation vận hành bởi BMI Regional                         | Tallinn | A    |
| Nouvelair                                                         | Theo mùa bay thuê chuyến: Djerba, Monastir | B    |
| Onur Air                                                          | Antalya | B    |
| Pegasus Airlines                                                  | Theo mùa: Antalya | B    |
| Qatar Airways                                                     | Doha | B    |
| Royal Air Maroc                                                   | Casablanca, Nador, Rabat, Tangier Theo mùa: Al Hoceima, Oujda | B    |
| Ryanair                                                           | Alicante, Barcelona, Berlin-Schönefeld, Bratislava (bắt đầu tư ngày 1 tháng 4 năm 2016), Hamburg (bắt đầu tư 1/11/2016), Lisbon, Madrid (bắt đầu tư 1/11/2016), Málaga, Malta (bắt đầu tư 1/11/2016), Milan-Malpensa (bắt đầu tư 1/11/2016), Palma de Mallorca, Porto, Rome-Fiumicino, Treviso, Valencia, Verona (ngừng từ 25/3/2016) Theo mùa: Ibiza | A    |
| Ryanair                                                           | Dublin, Larnaca | B    |
| Scandinavian Airlines                                             | Copenhagen, Oslo-Gardermoen, Stockholm-Arlanda Theo mùa mùa đông: Gothenburg-Landvetter | A    |
| SunExpress                                                        | Theo mùa: Izmir | B    |
| Swiss International Air Lines                                     | Zürich | A    |
| Swiss International Air Lines vận hành bởi Swiss Global Air Lines | Zürich | A    |
| Tailwind Airlines                                                 | Bay thuê chuyến: Antalya, Eskişehir | B    |
| TAP Portugal                                                      | Lisbon | A    |
| TAP Portugal vận hành bởi Portugália                              | Porto (ngừng 26/3/2016) | A    |
| TAROM                                                             | Bucharest | B    |
| Thai Airways                                                      | Bangkok-Suvarnabhumi | B    |
| Transavia                                                         | Munich (bắt đầu tư 25/3/2016) Theo mùa bay thuê chuyến: Heraklion, Tenerife-South | A    |
| Tunisair                                                          | Djerba, Enfidha, Monastir, Tunis | B    |
| Turkish Airlines                                                  | Ankara, Eskişehir, Istanbul-Atatürk, Istanbul-Sabiha Gökçen | B    |
| Ukraine International Airlines                                    | Kiev-Boryspil | B    |
| United Airlines                                                   | Chicago-O'Hare, Newark, Washington-Dulles | B    |
| Vueling                                                           | Alicante, Barcelona, Bilbao, Lisbon, Málaga, Porto, Rome-Fiumicino, Valencia Theo mùa: Ibiza, Palma de Mallorca, Santiago de Compostela | A    |

### Hàng hóa
| Hãng hàng không                        | Các điểm đến                                                                                      |
| -------------------------------------- | ------------------------------------------------------------------------------------------------- |
| Air Algérie Cargo                      | Algiers, Casablanca                                                                               |
| Asiana Cargo                           | Anchorage, Halifax, London Stansted, New York-JFK, Seoul-Incheon                                  |
| Demavia vận hành bởi Air Cargo Global  | Lagos, Lomé, Luanda, Nairobi                                                                      |
| DHL Aviation vận hành bởi AeroLogic    | Bahrain, Leipzig/Halle                                                                            |
| DHL Aviation vận hành bởi DHL Air UK   | Cincinnati, Lagos, Leipzig/Halle                                                                  |
| DHL Aviation vận hành bởi EAT Leipzig  | Bergamo, Budapest, Copenhagen, East Midlands, Leipzig/Halle, Lisbon, London-Heathrow, Vitoria     |
| DHL Aviation vận hành bởi Kalitta Air  | Bahrain, Cincinnati, Leipzig/Halle                                                                |
| DHL Aviation vận hành bởi Swiftair     | Barcelona, Bratislava, Madrid                                                                     |
| Emirates SkyCargo                      | Chicago-O'Hare, Dubai-Al Maktoum                                                                  |
| Ethiopian Airlines Cargo               | Addis Ababa, Dubai-Al Maktoum, Guangzhou, Hong Kong, Shanghai (tất cả bắt đầu từ 26/3)            |
| Finnair Cargo vận hành bởi EAT Leipzig | Helsinki                                                                                          |
| KF Cargo                               | Thuê chuyến: Moncton, Toronto                                                                     |
| Qatar Airways Cargo                    | Doha, Entebbe, Nairobi, Oslo-Gardermoen, Stavanger                                                |
| Royal Air Maroc                        | Casablanca                                                                                        |
| Saudia Cargo                           | Dammam, Jeddah, Milan-MXP, Riyadh, Vienna                                                         |
| Singapore Airlines Cargo               | Bangalore, Chicago-O'Hare, Copenhagen, Dallas/Fort Worth, Los Angeles, Mumbai, Sharjah, Singapore |
| TNT Airways                            | Helsinki                                                                                          |
| Yangtze River Express                  | Chicago-O'Hare, Munich                                                                            |

## Các hãng đã giải thể
- Air Belgium
- Benelux Falcon Services
- Challengair
- CityBird
- Constellation Airlines
- European Airlines
- Sabena
- Sobelair
- VG/Delsey Airlines
- Viasa (Caracas)
- Bravo Air Congo (Secondary hub)